# Godsway Donyoh
Godsway Donyoh, né le 14 octobre 1994 à Accra, est un footballeur ghanéen. Il évolue au poste d'ailier ou d'attaquant à l'Hapoël Hadera FC.

## Carrière
Après avoir été recruté par Manchester City, Godsway Donyoh est successivement prêté au Djurgårdens IF puis deux fois au Falkenbergs FF,.
Il rejoint en janvier 2016 le FC Nordsjælland.

## Statistiques
| Saison                | Club                  | Championnat           | Championnat | Championnat | Coupe(s) nationale(s) | Coupe(s) nationale(s) | Total | Total |
| Saison                | Club                  | Division              | M.          | B.          | M.                    | B.                    | M.    | B.    |
| 2013                  | Djurgårdens IF (prêt) | Allsvenskan           | 20          | 2           | 3                     | 0                     | 23    | 2     |
| Sous-total            | Sous-total            | Sous-total            | 20          | 2           | 3                     | 0                     | 23    | 2     |
| 2014                  | Falkenbergs FF (prêt) | Allsvenskan           | 16          | 4           | 0                     | 0                     | 16    | 4     |
| 2015                  | Falkenbergs FF (prêt) | Allsvenskan           | 13          | 2           | 2                     | 0                     | 15    | 2     |
| Sous-total            | Sous-total            | Sous-total            | 29          | 6           | 2                     | 0                     | 31    | 6     |
| 2015-2016             | FC Nordsjælland       | Superligaen           | 4           | 0           | 0                     | 0                     | 4     | 0     |
| 2016-2017             | FC Nordsjælland       | Superligaen           | 23          | 9           | 2                     | 1                     | 25    | 10    |
| Sous-total            | Sous-total            | Sous-total            | 27          | 9           | 2                     | 1                     | 29    | 10    |
| Total sur la carrière | Total sur la carrière | Total sur la carrière | 76          | 17          | 7                     | 1                     | 83    | 18    |